# Gymnocalycium rhodantherum
Gymnocalycium rhodantherum är en kaktusväxtart som först beskrevs av Boed., och fick sitt nu gällande namn av H. Till. Gymnocalycium rhodantherum ingår i släktet Gymnocalycium och familjen kaktusväxter. Inga underarter finns listade i Catalogue of Life.